# Посольство України в Бельгії
Посольство України в Королівстві Бельгія — дипломатична місія України в Бельгії, розташовується в комуні Уккел, що входить до складу Брюссельського столичного регіону.

## Завдання посольства
Основне завдання Посольства України в Брюсселі представляти інтереси України, сприяти розвиткові політичних, економічних, культурних, наукових та інших зв'язків, а також захищати права та інтереси громадян і юридичних осіб України, які перебувають на території Королівства Бельгії та Великого Герцогства Люксембург.
Посольство сприяє розвиткові міждержавних відносин між Україною і Бельгією, Україною і Великим Герцогством Люксембург на всіх рівнях, з метою забезпечення гармонійного розвитку взаємних відносин, а також співробітництва з питань, що становлять взаємний інтерес. Посольство виконує також консульські функції.

## Історія дипломатичних відносин
Після проголошення незалежності Україною 24 серпня 1991 року Бельгія визнала Україну 31 грудня 1991 року. 10 березня 1992 року між Україною та Бельгією було встановлено дипломатичні відносини.
Велике Герцогство Люксембург визнало незалежність України разом з іншими країнами ЄС 31 грудня 1991 року. Дипломатичні відносини між двома країнами встановлено 1 липня 1992 року.

## Керівники дипломатичної місії
| N    | Країна  | На посаді | Посол                          | Зображення |
| ---- | ------- | --------- | ------------------------------ | ---------- |
| 1    | УНР     | 1918      | Левицький Дмитро Павлович      |            |
| 2    | УНР     | 1919—1921 | Яковлів Андрій Іванович        |            |
| 3    | Україна | 1992—1995 | Василенко Володимир Андрійович |            |
| 4    | Україна | 1995—1998 | Тарасюк Борис Іванович         |            |
| 5    | Україна | 1998—2000 | Грищенко Костянтин Іванович    |            |
| 6    | Україна | 2000—2005 | Хандогій Володимир Дмитрович   |            |
| 7    | Україна | 2005—2008 | Коваль Ярослав Григорович      |            |
| 8    | Україна | 2008—2010 | Бершеда Євген Романович        |            |
| 9    | Україна | 2010—2015 | Долгов Ігор Олексійович        |            |
| т.п. | Україна | 2015—2016 | Кузьменко Андрій Олександрович |            |
| 10   | Україна | 2016—2021 | Точицький Микола Станіславович |            |
| т.п. | Україна | 2021      | Сорочик Олександр Юрійович     |            |
| т.п. | Україна | 2021      | Пивоваров Єгор Юрійович        |            |
| т.п. | Україна | 2022—2025 | Аношина Наталія-Тереза Юріївна |            |
| 11   | Україна | з 2025    | Мельник Ярослав Володимирович  |            |